# Blandinsville
Blandinsville è un villaggio degli Stati Uniti d'America, situato nello Stato dell'Illinois, nella contea di McDonough.
| Controllo di autorità | VIAF (EN) 149061409 · LCCN (EN) n91082028 · J9U (EN, HE) 987007567658205171 |